# ME busz (Miskolc)
A miskolci ME jelzésű autóbusz egy gyorsjárat volt, ami a Tiszai pályaudvar és az Egyetemváros kapcsolatát biztosította. A viszonylatot a Miskolc Városi Közlekedési Zrt. üzemeltette. 2019. november 4-étől sofőrhiány miatt az MVK Zrt. ideiglenesen szüneteltette. 2020-ban a szorgalmi időszakban, február 9-től ismét közeledett, immár a Tapolcai elágazásnál is megállt. 2020. november 8-ától a Miskolci Egyetem átállt digitális oktatásra, így ekkor a járat ismét, ezennel végleg megszűnt. Utolsó üzemnapja 2020. november 6 volt.
2024. október 30-án és 31-én (két olyan egyetemi szorgalmi időszaki munkanapon, mely a közoktatási őszi szünet ideje alatt volt) ME viszonylatjelzéssel indított az MVK rásegítő járatokat a Búza tér és az Egyetemváros között, a 20-as járatokat kiegészítve. Ezen a két napon az ME járatok indulási végállomása nem a Tiszai pályaudvar, hanem a Búza tér volt, továbbá az is különbség volt a 2012 és 2020 között közlekedő ME járatokhoz képest, hogy az autóbuszok minden érintett megállóhelyen megálltak (tehát nem gyorsjáratként közlekedtek).

## Megállóhelyei
| 0  | Tiszai pályaudvar végállomás | 19 | 1, 2 1, 8, 21, 30, 31 Miskolc-Tiszai                                    |
| 4  | Búza tér / Zsolcai kapu      | 15 | 1, 2, 3, 3A, 4, 7, 11, 14Y, 20, 24, 28, 32, 43, 45, 280 Helyközi buszok |
| 17 | Egyetemi kollégiumok         | 2  | 12, 20, 22                                                              |
| 18 | Tanulmányi épületek          | ∫  | 12, 22                                                                  |
| ∫  | Olajkutató                   | 1  | 12, 20, 22                                                              |
| 19 | Egyetemváros végállomás      | 0  | 12, 22                                                                  |

## Érdekesség
- A 2007-es átszervezés óta ez volt az egyetlen gyorsjárat Miskolcon.
- A 31-es autóbuszjáratok 2007 és 2012 között szintén a Tiszai pályaudvar és az Egyetemváros között közlekedtek, de az Avas városközpont érintésével.